# カルシ・ハナバード空軍基地

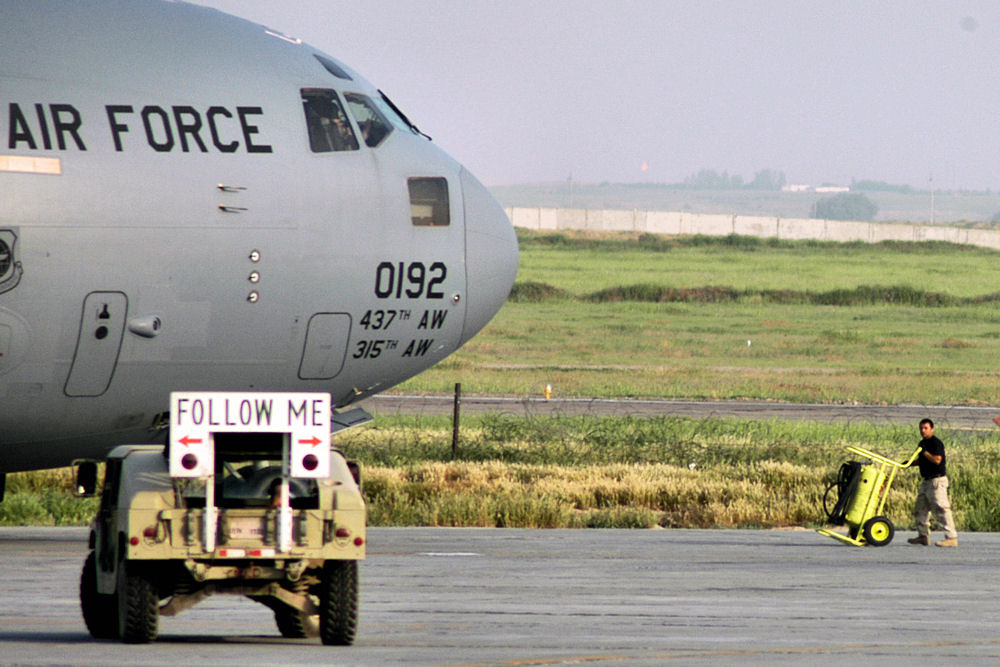
かつて駐留していたアメリカ空軍の機体

カルシ・ハナバード空軍基地 (英語: Karshi-Khanabad Air Base) は、ウズベキスタン・カシュカダリヤ州の州都カルシ郊外にある空軍基地（軍用飛行場）である。ウズベキスタン空軍が使用している。 

## 歴史
1954年から1981年まで、ソ連防空軍第735戦闘航空機部隊が基地に駐留していた。ハナバード空軍基地にはMig-15 (1950年7月-1955年)、MiG-17 (1955年-1969年)、Su-9 (1961年-1980年) が配備されていた。1981年、第735戦闘航空機部隊は第735戦闘航空爆撃機部隊に改称され、1984年に第735戦闘爆撃機部隊に改称された。1980年から1984年まではMiG-23Mが、1984年から1992年まではSu-24が配備されていた。ハナバード空軍基地は1980年4月から1988年5月までトルキスタン軍管区の指揮下にあり、その後指揮系統が第49空軍、第73空軍へと移った。1992年にウズベキスタンが独立すると、ウズベキスタン軍が使用するようになった。
2001年から2005年まで、アメリカ空軍がこの基地をアフガニスタンへの展開のために使用し、K2の略称で知られており、「Stronghold Freedom」として隣国のアフガニスタンを拠点としていたアル・カーイダとのアフガニスタン紛争の際に使用された。アメリカ合衆国の第416遠征航空団が駐留していたが、2005年7月29日、アンディジャン事件により緊張状態が高まり、アメリカ空軍は6ヶ月以内に空軍基地から撤退すると発表した。2005年11月、アメリカ空軍はハナバード空軍基地から撤退した。

## 機能
空港の海抜は416mである。滑走路は一つでコンクリート舗装、全長は2498mx40mである。